# Quinto Pompeo
Quinto Pompeo (latino: Quintus Pompeius) (fl. II secolo a.C.) è stato un politico della Repubblica romano.

## Biografia
Di umili origini, era figlio di un Aulo Pompeo,  che sembra fosse un suonatore di flauto; una storia probabilmente messa in giro dall'aristocrazia per sminuire le capacità di Quinto. In ogni caso non sono noti i primi anni e le prime attività pubbliche di Quinto Pompeo, anche se secondo Cicerone egli fu un valente oratore.
Fu eletto console nel 141 a.C. con Gneo Servilio Cepione; gli fu assegnata la Hispania Citerior come provincia da governare e pacificare, succedendo a Quinto Cecilio Metello. La gestione della guerra in Spagna fu deludente: Quinto subì alcune sconfitte e pose, senza successo, l'assedio a Numanzia. Le truppe, accampate sotto le mura della città durante l'inverno, ebbero numerosi morti per il freddo e per le malattie; per uscire da questa situazione di stallo propose ai numantini una pace, anche perché riteneva che al suo ritorno a Roma i suoi nemici aristocratici avrebbero discusso il suo operato ed i progressi raggiunti in Spagna.
Pubblicamente richiese la resa incondizionata ai Numantini, ma le trattative segrete portarono solo alla consegna dei prigionieri e dei disertori romani, alla consegna di alcuni ostaggi e di trenta talenti. I numantini, stanchi della guerra, accettarono prontamente queste condizioni e versarono subito parte del denaro.
Le cose cambiarono appena Marco Popilio Lenate, il successore di Quinto, giunse in Spagna e chiese l'immediata resa della città, mentre i numantini richiesero l'attuazione del trattato già ratificato. Quinto, nonostante la presenza e le testimonianze dei suoi ufficiali, non riconobbe più il trattato, per cui Lenate decise di rimettere tutto alle decisioni del Senato romano, che decise di continuare la guerra e Lenate pose nuovamente l'assedio alla città, subendo ulteriori ingenti perdite.
Quinto Pompeo riuscì però ad evitare qualsiasi provvedimento disciplinare per la sua condotta della guerra e per i sotterfugi conseguenti al trattato, anche se numerosi uomini eminenti di Roma testimoniarono contro di lui, in particolare Quinto Cecilio Metello e Lucio Cecilio Metello Calvo.
Comunque i suoi insuccessi in Spagna non lo privarono del favore popolare ed, infatti, fu eletto censore nel 131 a.C. con Quinto Cecilio Metello Macedonico: fu la prima volta che entrambi i censori erano di origine plebea.